# Finn Thranum
Finn Thranum (født Finn Thranum Poulsen 20. marts 1956 på Fødselsstiftelsen i Aarhus) er en tidligere dansk ambulancebehandler og tidligere folketingsmedlem for Venstre fra 2013 til 2015.
Thranum blev valgt til regionsrådet i Region Midtjylland og kommunalbestyrelsen i Odder Kommune for Venstre i 2017. Han var også medlem af kommunalbestyrelsen i Odder Kommune 1998-2001, valgt for Odder Kommuneliste.
Thranum er folketingskandidat for Venstre i Aarhus Vestkredsen og har været midlertidigt folketingsmedlem for Venstre i Østjyllands Storkreds fra 6. december 2011 til 12. marts 2012 (stedfortræder for Troels Lund Poulsen). Som 1. suppleant for Lykke Friis blev han nyt folketingsmedlem, da hun forlod tinget 1. juni 2013.
Han har siden 1986 været gift med Britta født Lundstrøm, som er tidligere anæstesisygeplejerske på Horsens Sygehus.